# Guy Demel
Guy Demel (ur. 13 czerwca 1981 w Paryżu) – francuski piłkarz posiadający również obywatelstwo Wybrzeża Kości Słoniowej, reprezentant kraju z Afryki, od 2011 roku zawodnik West Ham United.
Demel rozpoczynał swoją profesjonalną karierę w klubie Ligue 2 z Nîmes, z którego został kupiony przez Arsenal. Z klubem z Londynu wywalczył w 2001 wicemistrzostwo Anglii i finał Pucharu Anglii. W 2002 przeniósł się do Borussii Dortmund, w której zadebiutował w 2003. W 2005 został zawodnikiem Hamburger SV, z którym wywalczył w 2006 3. miejsce w Bundeslidze.

## Kariera reprezentacyjna
W 2004 Demel, obywatel francuski otrzymał paszport Wybrzeża Kości Słoniowej i zadebiutował w reprezentacji tego kraju. Później znalazł się w składzie na Puchar Narodów Afryki 2006 w Egipcie, na których jego drużyna zajęła 2. miejsce. W 2006 Henri Michel powołał go również na Mistrzostwa Świata, na których Demel był rezerwowym, a reprezentacja odpadła po fazie grupowej.